# Erna Becker-Ernst

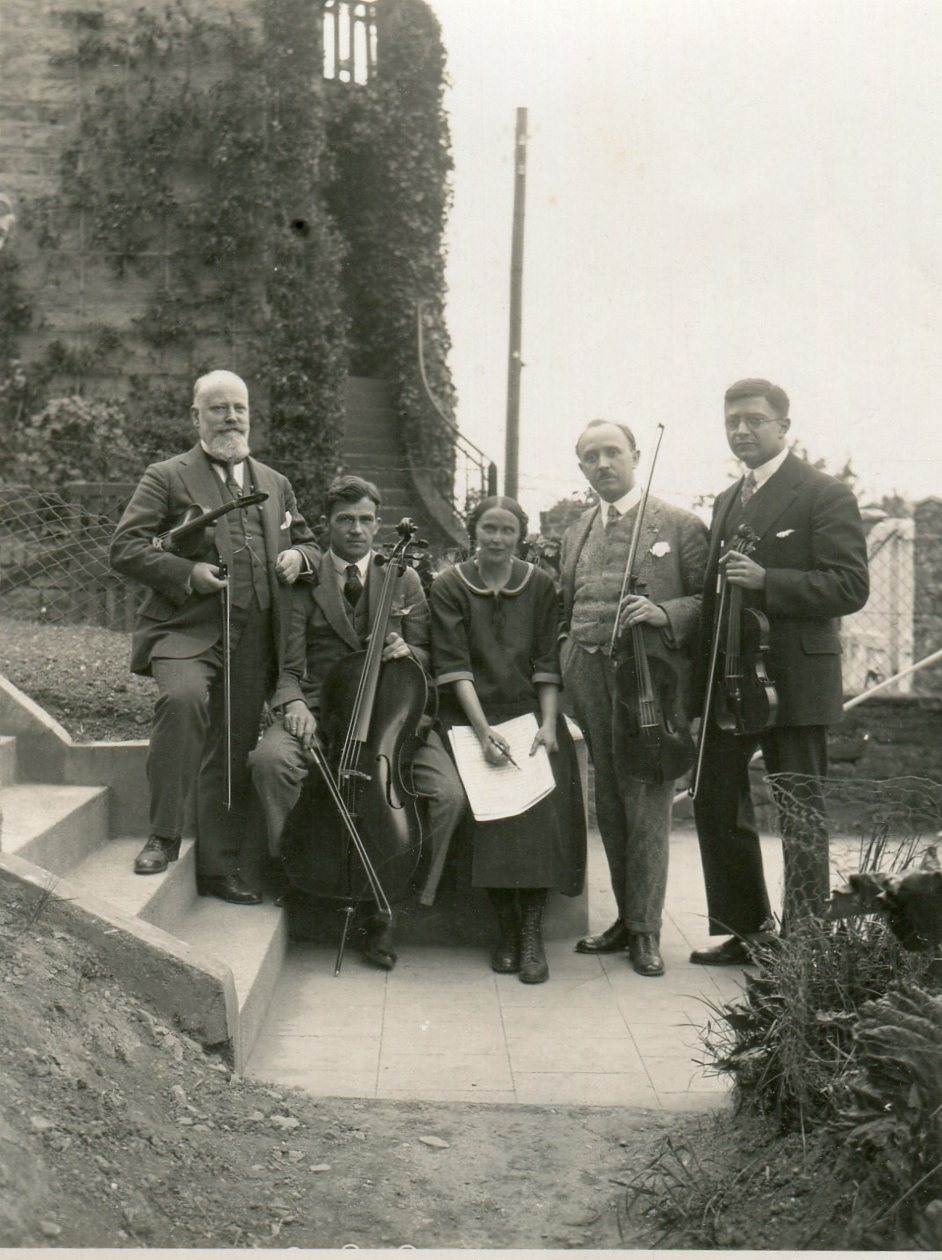
Erna Becker-Ernst mit dem Quartett der Kölner Oper, 1928

Erna Becker-Ernst, geborene Becker (geboren 10. September 1885 in Groden bei Cuxhaven; gestorben 24. Januar 1945 in Bad Frankenhausen) war eine deutsche Komponistin.

## Leben

### Elternhaus und Kindheit
Erna Becker-Ernst wuchs in Groden auf. Sie hatte drei Geschwister Hellmuth, Edgar und Carla. Erna war das jüngste Kind des Grodener Pastors Carl August Becker (25. Dezember 1848 bis 18. Juli 1921). Ihre Mutter Elise Christine Becker, geborene Meyer (1860–1893), verstarb im Alter von 33 Jahren an einer akuten Infektionskrankheit. Ernas Vater heiratete 1896 ein weiteres Mal die 21-jährige Nichte Anna Thiele (1875–1953).
Das Grodener Pfarrhaus hatte ein Musikzimmer. Ab dem 5. Lebensjahr bekam Erna Klavierunterricht bei dem von 1884 bis 1922 tätigen Grodener Hauptlehrer, Kantor und Organisten Wilhelm Quietmeyer.

### Schul- und Berufsausbildung
Nach der Grundschule in Groden (1892–1900) besuchte Erna Becker-Ernst die private Höhere Töchterschule (1900–1902) unter der Leitung von Marie Cochius. Der Besuch des Oberlyzeums in Sondershausen in Thüringen (1902–1905) mit Abschluss der Reifeprüfung (Abitur) wurde aufgrund finanzieller Unterstützung des Vaters ermöglicht. An der Marie-Encke-Schule, eine private höhere Mädchenschule in Naumburg/Saale, erfolgte im Anschluss der Schulausbildung eine einjährige, praktische Ausbildung als Lehrerin (1905–1906).

### Musikstudium
Der mögliche Berufseinstieg als Lehrerin kam für Erna Becker-Ernst nicht in Betracht. Sie entschied sich daher an der eigenen musischen Begabung zu arbeiten und diese zu verbessern. Sie kehrte zurück nach Sondershausen und belegte am dortigen Konservatorium zwischen 1907 und 1909 verschiedene Seminare (Abschnitt: Theorieschule). Zu dieser Zeit wurde das Konservatorium durch den Direktor und Hofkapellmeister Traugott Ochs und den Hofkonzertmeister Carl Corbach geleitet.
Erna Becker-Ernst hat in den Jahren 1920–1923 verschiedene Seminare in orchestraler Komposition und Instrumentalpädagogik am Konservatorium Köln belegt. Sie ist von Heinrich Lemacher und von Karl Hermann Pillney in Fuge und im Kontrapunkt (Johann Joseph Fux) in Köln unterrichtet worden. Zwischen 1927 und 1931 entstanden sechs unveröffentlichte Sinfonien. In einem Brief bemerkte sie, „ich habe erst vom 35. Jahre an Musik studiert und auch nur auf dringendsten Wunsch meines lieben Mannes.“

### Heirat und späteres Leben
Nach standesamtlicher Heirat am 21. September 1910 in Hannover ist Erna Becker-Ernst mit ihrem Ehemann Wilhelm Ernst (1858–1936), einem Königlich-Preußischen Oberförster, nach (Bad) Münstereifel im Rheinland gezogen. Nach Hausbau auf dem Hubertusweg im Jahr 1914, hat sie mit großem Elan viele verschiedene Musikstücke komponiert. In der Zeit von 1911 bis 1929 hat ihr Ehemann eine private Forstschule dort gegründet und geleitet. Nach Geburt ihres Sohnes Wolfgang, im Jahr 1913, wurde bei ihr Gelenkrheuma diagnostiziert. Durch die mit der Zeit zunehmenden körperlichen Bewegungseinschränkungen hat sie keine großen Reisen unternommen.
Mit dem Tod des Ehemannes im Jahr 1936 ging für Erna Becker-Ernst die Geborgenheit und Sicherheit in ihrem Leben verloren. Nach Kriegsausbruch im Jahr 1939 fühlte sie sich als Witwe zunehmend allein gelassen, in einem großen Haus und einer nicht heilbaren Krankheit. Das Heimatgefühl nach Groden verstärkt sich zusehends. Bedingt durch die Kriegswirren und der eigenen Gebrechlichkeit ist jedoch zu Lebzeiten eine Rückkehr in ihr Heimatdorf Groden nicht möglich gewesen. Durch die schlechte Lebenssituation und der Bombardierung der Alliierten, hat sie, körperlich angeschlagen, (Bad) Münstereifel am 28. Dezember 1944 verlassen und ist zu einer Freundin nach Bad Frankenhausen in Thüringen, einem vertrauten Umfeld in ihrer Jugendzeit, gezogen. Drei Wochen später ist sie mit 59 Jahren, am 24. Januar 1945, in Bad Frankenhausen an einem Rückenmarkleiden verstorben und dort begraben worden. Auf der östlichen Seite der Grodener Pfarrkirche erinnert eine stark verwitterte, kleine Steinplatte an die Komponistin Erna Becker-Ernst.

## Werk

### Kompositionen / Aufführungen
Von Jugend an war Ludwig van Beethoven das Vorbild im musikalischen Ausdruck der Kompositionen von Erna Becker-Ernst. Folgende Worte sind von ihr schriftlich überliefert: „Steh ich vor deinem lieben Bild, im Geiste lausche ich wonnetrunken den Tönen, die einst schmeichelnd, mild, oft brausend, gleich den Meereswogen den Hörern sind vorbeigezogen“. Seit dem 13. Lebensjahr hat sie komponiert und nahezu 400 Kompositionen unterschiedlicher Art im Zeitraum von 1899 bis 1944 hinterlassen (Oper, Choral / Gesang, Balladen, Lyrik, Poesie, Märchen, Träume, Heimatlieder, Volkslieder, Orgelwerke, Kirchenlieder, Kammermusik, Klaviermusik, Orchesterwerke (Sinfonien, Ouvertüren)). Etwa 98 % sämtlicher Kompositionen, meist in handschriftlicher Form, sind erhalten geblieben. Eine tragfähige fachliche Beurteilung zur Gestaltung und Ausdruck der Kompositionen ist nur ansatzweise möglich. Immerhin geben die vorliegenden Kritiken folgenden Anhalt. Dort wird auf die Eigenwilligkeit in Rhythmus und Harmonie, den eigenwüchsigen Stil, den weichen Wendungen im Lyrischen und die Einfachheit der melodischen Linienführung aufmerksam gemacht. „Lieder bauen auf Brahm´schen Traditionen auf, ohne die Eigenart der Erfindung und Gestaltung zu verlieren“. „Man erlebt in den Kompositionen die ganze Tiefe seelisch-musikalischer Gestaltungskraft der Komponistin“.

### Werke (Auswahl)
- um 1914: Furor teutonicus! (am Abend des 25. Juli 1914 bei der Kriegserklärung an Serbien im Löwenkeller in München von W. Wolter, stud. phil. S.S. 1914 in München, gefallen am 16. April 1915 in der Champagne), vertont für eine Singstimme mit Klavier; Gries & Schornagel: Hannover, Nr. 308
- Edmund Kuntze (Text), E. Becker-Ernst (Vertonung.): Auf der Wacht! Gesang und Klavier, deutsch-österreichisch-ungarisches Trutzlied, Kaiser Franz Josef I. gewidmet
- 1916:
  - Franz Evers, E. Becker-Ernst (Komp.): Habt ihr unsre deutschen Soldaten gesehn?, für Klavier mit unterlegtem Text, Mönchen-Gladbach: Sekretariat soziale Studentenarbeit
  - Turmwächters Lied, für Bariton
- 1919: Hans Willy Mertens (Text), E. Becker-Ernst (Komp.),: O Bonna – der Studentenschrift z. 100jährigen Jubelfeier d. Bonner Universität gewidmet, Bonn: Kommissionsverlag Otto Sebbesse, Barmen: Stich und Druck Aug. Schmidtmann, 1919
- 1927: 1. Sinfonie in c-moll – Orchester
- 1942: Hans Franck (Text), E. Becker-Ernst (Komp.): Heimat für Klavier[8]

ohne Jahr:
- Drei feurige Dinge, Text von Hans Willy Mertens – in Kommission bei Otto Sebbesse Bonn a. Rhein – Universitätsdruckerei M. Stürtz A. G., Würzburg
- Fuge in f-moll für Klavier

für Sopran:
- Das mitleidige Mädel
- Einsamer Weg
- Begraben in Blüten
- Herr Olaf (Ballade), für Tenor
- Largo e mesto, für Orchester
- 3. Streichquartett

für Klavier und Gesang:
- O süßer Friede
- Du feuchter Frühlingsabend
- Schwälbchen
- Die Idealisten